# 相原力
相原 力（あいはら つとむ、1944年4月1日 - ）は、日本の官僚、経営者。

## 来歴・人物
神奈川県出身。1967年に東京大学法学部を卒業し、同年に運輸省に入省。1997年7月に海上保安庁長官に就任し、1999年9月には運輸施設整備事業団理事長に就任。
2014年11月に瑞宝重光章を受章した。